# Территориальная генерирующая компания № 5

Старый логотип ТГК-5

ОАО «Территориальная генерирующая компания № 5» (ОАО «ТГК-5») — бывшая российская энергетическая компания. Компания зарегистрирована в городе Чебоксары, Чувашская Республика, штаб-квартира расположена в городе Пермь.
География присутствия: 4 региона Приволжского ФО (Кировская область, республики Марий Эл, Чувашия и Удмуртия).
Основана 22 марта 2005 года. Упразднена 1 декабря 2014 года в связи с реорганизацией структуры генерирующих активов КЭС-Холдинга.

## Собственники и руководство
По состоянию на 16 мая 2014 года структура акционерного капитала выглядела следующим образом:
- ООО «КЭС-Холдинг» — 24,18 %;
- Integrated Energy Systems Ltd — 24,01 %;
- Vimber Investments Ltd — 17,96 %;
- Merol Trading Ltd — 11,15 %

Председатель совета директоров — Марат Баширов.
Управляющая организация — ЗАО «Комплексные энергетические системы».

## Деятельность
В ТГК-5 входили электростанции республики Марий Эл, Удмуртии, Чувашии и Кировской области мощностью 2500 МВт. Установленная мощность по электрической энергии составляла более 2,46 ГВт, по теплу — 9 тыс. Гкал/ч. В состав компании входят:
| Регион            | Станция                | Расположение   | Электрическая мощность, МВт | Тепловая мощность, Гкал/ч | Итого эл. мощности | Итого теп. мощности |
| ----------------- | ---------------------- | -------------- | --------------------------- | ------------------------- | ------------------ | ------------------- |
| Кировская область | Кировская ТЭЦ-1        | Киров          | 10.3                        | 88                        | 1170.3             | 3369                |
| Кировская область | Кировская ТЭЦ-3        | Кирово-Чепецк  | 390                         | 813                       | 1170.3             | 3369                |
| Кировская область | Кировская ТЭЦ-4        | Киров          | 320                         | 1378                      | 1170.3             | 3369                |
| Кировская область | Кировская ТЭЦ-5        | Киров          | 450                         | 1090                      | 1170.3             | 3369                |
| Марий Эл          | Йошкар-Олинская ТЭЦ-2  | Йошкар-Ола     | 195                         | 660                       | 195                | 660                 |
| Удмуртия          | Ижевская ТЭЦ-1         | Ижевск         | 308                         | 1113                      | 710                | 2872                |
| Удмуртия          | Ижевская ТЭЦ-2         | Ижевск         | 390                         | 1474                      | 710                | 2872                |
| Удмуртия          | Сарапульская ТЭЦ       | Сарапул        | 12                          | 285                       | 710                | 2872                |
| Чувашия           | Новочебоксарская ТЭЦ-3 | Новочебоксарск | 370                         | 1057                      | 842                | 2637                |
| Чувашия           | Чебоксарская ТЭЦ-1     | Чебоксары      | 12                          | 251                       | 842                | 2637                |
| Чувашия           | Чебоксарская ТЭЦ-2     | Чебоксары      | 460                         | 1329                      | 842                | 2637                |

Регионы присутствия:
Кировская область
Удмуртия
Марий Эл
Чувашия

Инвестиционная программа ТГК-5 на 2006—2010 годы утверждена в объёме 17,9 млрд руб.
Выручка ТГК-5 в 2011 году — 26,1 млрд руб., чистая прибыль — 183 млн руб. (794 млн руб. в 2010 году).
5 июня 2008 года решением Совета директоров ОАО «ТГК-5» прекращены полномочия Генерального директора Эдуарда Юрьевича Смелова и переданы полномочия единоличного исполнительного органа ОАО «ТГК-5» управляющей организации — ЗАО «Комплексные энергетические системы».
На базе генерирующих и теплосетевых активов ТГК-5 и ТГК-9 в 2008 году создан единый бизнес-дивизион КЭС-Холдинга «Генерация Урала». Установленная электрическая мощность генерирующих активов дивизиона — 5 782 МВт, тепловая — 25 818 Гкал/ч.
Центр управления «Генерации Урала» расположен в г. Пермь. Численность персонала — более 17 тыс. человек. Руководитель дивизиона — исполнительный вице-президент ЗАО «КЭС» Роман Валентинович Нижанковский.

## Подконтрольные структуры
ЗАО «Вяткаторф» — крупнейшая в России торфодобывающая компания, принадлежит ТГК-5 с сентября 2007 года.
По состоянию на момент покупки «Вяткаторф» являлась основным поставщиком торфа для генерирующей компании. В 2006 году объём заготовок топлива составил 614 тыс. тонн торфа условной влажности, а потребности «ТГК-5» — 586 тыс. тонн.